# Foz
Foz er en by og kommune i det nordvestlige Spanien i provinsen Lugo. Den har et indbyggertal på 10.198 (2024) indbyggere.